# Thomasomys oreas
Thomasomys oreas är en däggdjursart som beskrevs av Anthony 1926. Thomasomys oreas ingår i släktet paramoråttor, och familjen hamsterartade gnagare. Inga underarter finns listade i Catalogue of Life.

## Utseende
med en kroppslängd (huvud och bål) av 90 till 108mm, en svanslängd av cirka 135mm, med 23 till 25mm långa bakfötter och med ungefär 19mm stora öron är arten liten i sitt släkte. Kännetecknande är en lång och mjuk päls som är brun med röda nyanser på ovansidan. Kinderna och kroppens sidor är intensivare rödbrun och undersidan är gulbrun med rosa nyanser. Typisk är mörka ögonringar och svartbruna öron. Hos Thomasomys oreas är svansen uppdelad i en brun ovansida och en grå undersida. Den bär hår och har ingen tofs vid slutet. Fötterna har på ovansidan i mitten en brun fläck.

## Utbredning och ekologi
Arten förekommer i Anderna i södra Peru och i Bolivia. Den lever i regioner mellan 2000 och 3600 meter över havet. Gnagaren vistas i bergsskogar samt i bergsstäppen Páramo och den är nattaktiv. Individerna går främst på marken och de kan klättra i växtligheten. Gnagaren äter frön och leddjur.

## Hot
Regionala populationer hotas av skogarnas omvandling till jordbruksmark. I utbredningsområdet inrättades olika skyddszoner. IUCN kategoriserar arten globalt som livskraftig.